# Conrad Kobbe
Konrad Kölbl (München, 6 juli 1912 – 24 mei 1994) was een Duitse schrijver en uitgever. Kobbe gebruikte de volgende pseudoniemen: Conrad Kobbe (Nederlands), Conny Coll, Bill Hasting en Bill Hastings.

## Biografie
Kölbl werd in München geboren en groeide op in Augsburg. Na de dood van zijn moeder kwam hij in een katholiek weeshuis in Mindelheim terecht. Daar leerde hij zichzelf het 'schrift van de duivel': stenografie. Op zijn vijftiende ging hij terug naar zijn vader in Augsburg en begon een opleiding tot goudsmid. Tijdens zijn opleiding besteedde Kölbl tijd met het (mede)stenograferen van begrafenisteksten. Hij zette de (steno)teksten in schoonschrift om en verkocht deze aan de nabestaanden. In het midden van de jaren dertig begon hij te schrijven voor de "Augsburger Allgemeine". Omdat hij weigerde lid te worden van de NSDAP, kwam hij niet in loondienst.
Konrad Kölbl begon opnieuw te schrijven aan het begin van de jaren vijftig. Hij begon stuiverromans (korte verhalen) te schrijven en zelf te publiceren. Als genre koos hij vanaf het begin voor de western. Rond zijn held Trixi (Conny Coll) schiep hij nog zeven, het recht toegewijde karakters, elk van hen met bijzondere eigenschappen. Belangrijk waren ook de dieren, die de held, als trouwe metgezellen, steeds terzijde stonden.
Nadat zijn lezers belangstelling hadden getoond voor een complete roman, begon hij hieraan te schrijven. Het meer dan 250 pagina's tellende verhaal werd zo goed ontvangen dat hij besloot meer romans te schrijven. In zijn beste periode lukte het Konrad Kölbl om twee boeken per maand te schrijven, te corrigeren en te publiceren. Dankzij dit tempo werden tegen het einde van de jaren vijftig meer dan 80 Conny Coll-romans gepubliceerd. Maar het einde van de populariteit van de pocket betekende voorlopig ook het einde van Conny Coll.
Konrad Kölbl was een volbloed schrijver die zijn hele leven heeft geschreven. Naast Conny Coll produceerde hij Bavarica en eigen toneelstukken. Maar de western liet hem nooit los. Aan het begin van de jaren zeventig reviseerde Konrad Kölbl 40 van zijn beste boeken en publiceerde ze succesvol opnieuw.
In 1993 kreeg Konrad Kölbl een kleine beroerte, waardoor hij niet meer kon schrijven. Hierdoor raakte hij zijn wil om te leven kwijt en in 1994 overleed hij.